# コンラート1世 (モンフェラート侯)
コンラート1世（Conrad I, 1146年 - 1192年4月28日）は、モンフェッラート侯。エルサレム王即位直前に暗殺教団の凶刃に倒れた第3回十字軍側の英雄の一人。通称はコンラド。彼の武勇はイスラム側からは、アル・マルキシュの名で恐れられていた。

## 生涯

### 東ローマ帝国で活躍
イタリアでも名族で知られたモンフェッラート侯アレラーミチ家の出身。1179年、モンフェラート侯爵と当時の東ローマ帝国皇帝・マヌエル1世コムネノスとの同盟に基づき、コンラドは軍を率いて出征し、帝国の内乱を鎮圧した。コンラドは智勇兼備の名将であったことから恐れられたが、この頃に東ローマ帝国は次々と皇帝が変わり、1185年に即位した皇帝イサキオス2世アンゲロスがとりわけ暗愚なために帝国の内乱は増える一方だった。
1186年の冬、イサキオス2世アンゲロスは彼に自分の姉テオドアを妻とするよう要請し、このころ東ローマを去って十字軍に加わろうと考えていたコンラドもこれを受け入れた。1187年春に結婚式がコンスタンティノープルで行われ、このことで家格もその存在も一段と高まった。結婚後すぐさまアレクシオス・ブラナス将軍の反乱の鎮圧に向かい、将軍を殺して反乱を収束させた。

### ティルス防御
彼はかねがね東ローマ帝国内の反ラテン感情を息苦しく感じており、またブラナスの一族による復讐も心配となった。彼はコンスタンティノープルを去り、1187年の7月にエルサレム王国に移って港湾都市ティルス（ティール）の守りを任された。おりしも、アイユーブ朝のサラディンによる地中海沿岸諸都市の陥落と、ハッティンの戦いでのエルサレム王国軍の大敗によって、首都エルサレム陥落は時間の問題であり王国は滅亡に瀕していた。彼はティルスに迫るサラディンの軍に対し市民を鼓舞し陣形を整えイタリアの商船団の助けも借りて待ち構え、地形を利用してサラディンの大軍を少人数で撃退した。
エルサレム陥落後の同年11月、ティルスはエルサレムからの避難民で溢れ返っていたが、サラディンは再度陸と海からティルスを攻撃した。コンラドは城をよく守り、弱点ともいえる海岸線でもエジプト船による攻撃に対し焼き討ちで撃退して緒戦の数週間を守り抜いた。長期戦になると考えたサラディンはティルス攻城戦をあきらめ他都市の征服に向かったが、これはコンラドの能力とティルスの上陸拠点としての重要性を甘く見たサラディンの失敗だった。コンラドは、国王のギー・ド・リュジニャンが捕虜に取られ、領土もティルスの港だけとなったエルサレム王国において求心力を高めてゆく。

### 王位をめぐる争い
1189年、ギーはサラディンにより解放されるとティルスに赴きコンラドから市の鍵を奪おうとするが、コンラドはこれを拒否し、逆にハッティンの戦いにおける敗戦でギーは王たる資格を失ったと主張した。彼はギーとその妻で正式な王位継承者のシビーユの入城を拒んだが、ギーとはアッコンの港に対する数年にわたる包囲戦で協力する。
包囲戦の最中、1190年にシビーユとその娘たちが病死すると、王位継承をめぐるギーやその他貴族たちとの争いにコンラドも巻き込まれる。このような中、各地でアイユーブ軍を撃退して勇名を馳せたこと、その家格などからコンラドは支持を集めるようになった。本国の親戚たちの助けも借り、コンラドはエルサレム王国のアモーリー1世の娘で、シビーユとは母違いの妹にあたる王位継承者・イザベル1世と結婚している。この時、以前結婚したテオドアはまだ生きていたため重婚の疑いもかけられたが、戻ってこない彼に対する離婚の申し出が東ローマの方からあったとも見られ、さほど大きな問題とはみなされていなかったようである。彼は王となる資格を手に入れたが、なおもギーらは反対しており、王に即位することは出来なかった。

### 第3回十字軍
1189年、第3回十字軍が開始されると彼も合流し、ティルスの港を大軍の上陸拠点として提供した。この頃、第3回十字軍はリチャード1世（イギリス王、獅子心王）とフィリップ2世（フランス王、尊厳王）が対立していたためにサラディン率いるイスラム軍の前に連戦連敗し、シリアにおいてもティルスを除いた都市全てがサラディンに奪われるなど、不利な状況にあった。ところがコンラドは、かつてわずかな兵と共にティルスに入って全軍の指揮を執りサラディンの大軍を撃退したことが知られており一目置かれていた。彼はリチャード1世とともにアッコン攻撃を強め、1191年7月には陥落させて城にエルサレム王国の旗を立てた。
十字軍に参加した騎士たちは、仲間内で対立を続けているリチャード1世やフィリップ2世より、コンラドを十字軍の指導者にすべきと求め始める。またエルサレム王としての即位とエルサレム王国の復活も諸侯から認められることとなった。これに対してリチャード1世は反対し、家臣の一人を王の対立候補として挙げようとしたが、コンラドに出会ってその人格を知ると、王位継承を承認したと言われている。

### 暗殺
しかしコンラドの存在は、サラディンをはじめとするイスラム側にとっては脅威でしかなかった。また、ギーやリチャード1世をはじめとして十字軍内部や王国内部にエルサレム王位を巡る敵が多かった。イスラム側か十字軍側か誰の依頼によるものかは今でも不明だが、1192年4月、ニザール派（暗殺教団の別称があった）はコンラドの暗殺を計画し、コンラドはエルサレム王として即位する直前にニザール派の刺客に襲われて暗殺されてしまった。
コンラドとイザベル1世の娘マリーアは、後にイザベル1世の後を継いでエルサレム女王となり、ジャン・ド・ブリエンヌと結婚した。弟のボニファーチョはモンフェラート侯を継いで第4回十字軍に参戦する事になる。